# نفايات كيميائية

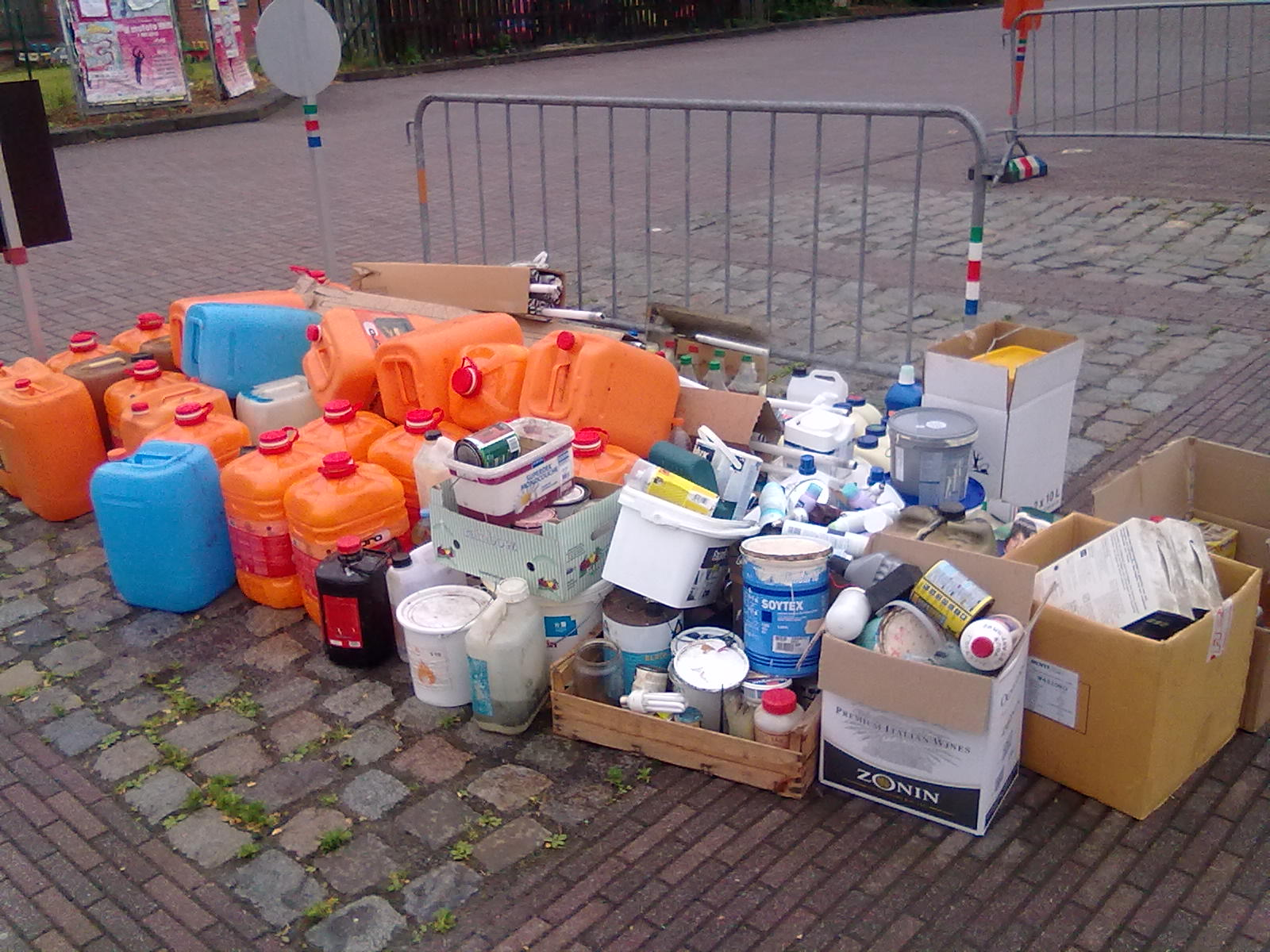
تحرير

المخلفات الكيميائية أو النفايات الكيميائية هي النفايات المتخلفة عن المواد الكيميائية الضارة (التي تنتجها المصانع الكبيرة بشكل أساسي)، ويتم تصنيف النفايات الكيميائية بموجب لوائح COSHH في المملكة المتحدة، أو قانون المياه النظيفة وقانون حفظ واسرداد الموارد في الولايات المتحدة، تستخدم وكالة حماية البيئة الأمريكية(EPA) و إدارة السلامة والصحة المهنية(OSHA) في الولايات المتحدة، وكذلك سلطات الولاية والسلطات المحلية المواد الكيميائية وتنظيم إفرازها، ويمكن أيضا تصنيف النفايات الكيميائية على أنها نفايات خطرة.
مصافي النفط، بسبب طبيعة أنشطتها في وحدات مختلفة مثل التقطير، وخفض اللزوجة، وتنقية الغاز المسال، والتحويل الحفاز، والأيزوماكس والهدرجة، تنتج مجموعة واسعة من المواد الكيميائية كنفايات لها تأثيرات. وهي خطيرة على البيئة و صحة.

## الولايات المتحدة
النفايات المنزلية الخطرة لا تنظمها وكالة حماية البيئة. قامت العديد من الولايات والإدارات المحلية لإدارة النفايات الصلبة بإنشاء وتمويل برامج جمع النفايات المنزلية الخطرة لتقديم خيارات التخلص الآمن. قد تشمل هذه البرامج خدمة التحصيل من المنزل والمرافق الدائمة وأحداث الجمع التي تستغرق يومًا واحدًا.
تستمر معظم الولايات الأمريكية واللوائح الفيدرالية في السماح لأصحاب المنازل بالتخلص من النفايات المنزلية الخطرة في مجرى النفايات الصلبة، على الرغم من أن بعض الوكالات الحكومية والمحلية تحظر بشكل متزايد بعض المخلفات الصلبة من التخلص من النفايات الصلبة.
تم تضمين العرض العام الأكثر شمولاً لهذا الموضوع بما في ذلك التاريخ والسياسة والقضايا الفنية في كتاب دليل النفايات المنزلية الخطرة لعام 2008، آمي كابانيس، المحرر. يوجد مورد إضافي لنظرة عامة حول النفايات المنزلية الخطرة في الفصل 10 من دليل إدارة النفايات الصلبة، جورج تشوبانوغلوس وفرانك كريث، المحررين.